# Eranthis
Eranthis es un género con ocho especies de plantas de flores perteneciente a la familia Ranunculaceae, nativo del sur de Europa y al este en  Asia hasta  Japón. Comprende 16 especies descritas y de estas, solo 8 aceptadas.

## Descripción

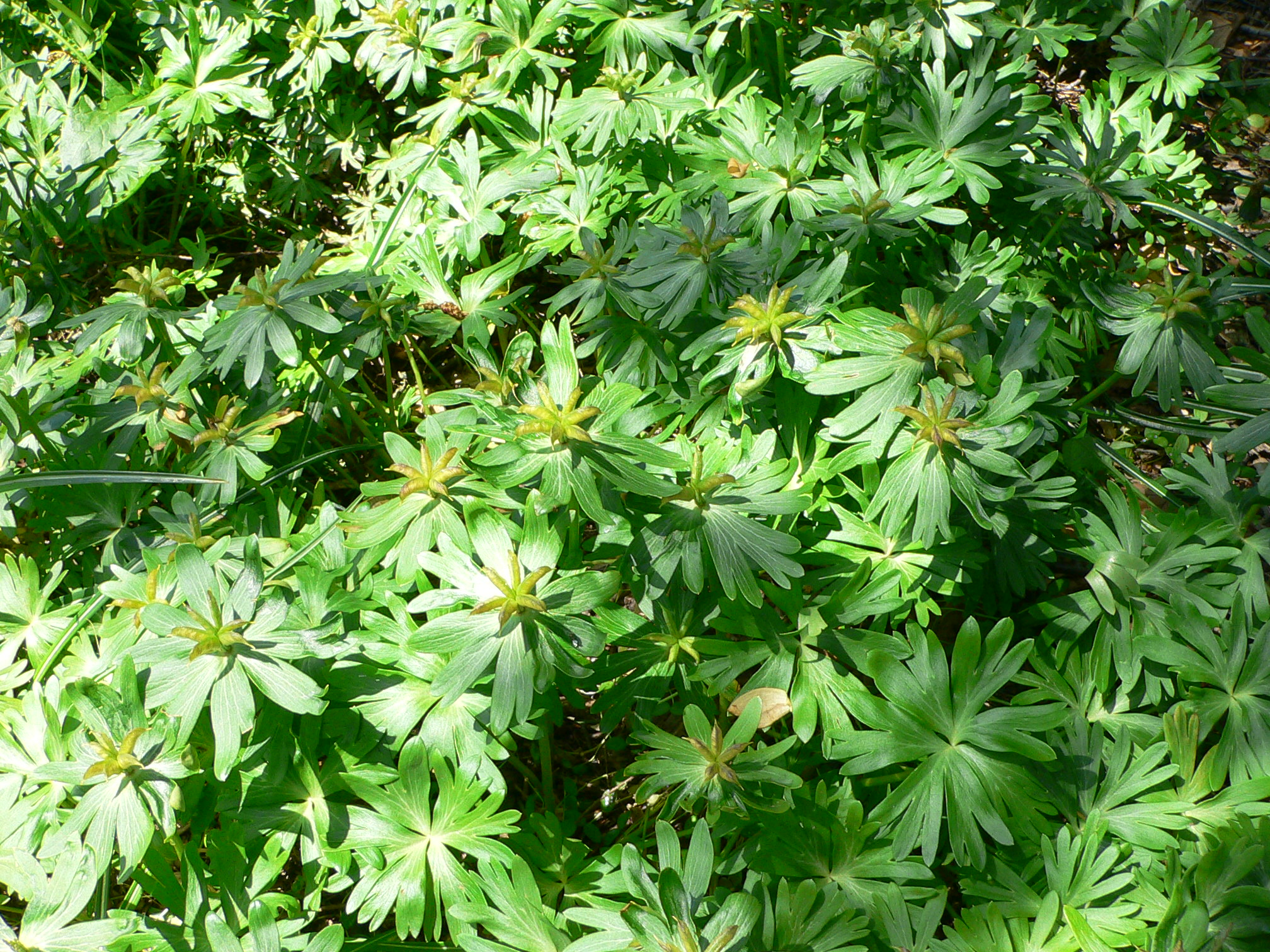
Follaje.

Son plantas herbáceas perenne que alcanza los 10-15 cm de altura. Las flores son de color amarillo  (blancas en E. albiflora y E. pinnatifida), y están entre las primeras en aparecen en primavera, son tolerantes a las heladas y sobreviven al frío cubiertas de nieve. Las hojas se expanden cuando las flores casi han desaparecido, estas tienen 5-8 cm de diámetro. 
El género crece en el suelo de los bosques caducos y utiliza el sol que le permite sobrevivir antes de que los árboles comiencen a producir sus hojas, ya que sus hojas mueren cuando el follaje es denso y no permite el paso del sol. 
Es una planta ornamental muy popular ya que crece en invierno y florece a comienzo de la primavera. E. hyemalis está extensamente naturalizado en Europa y Norteamérica.
Toda la planta es venenosa, aunque su desagradable gusto, hace que el veneno sea de bajo riesgo.
En la mitología griega y romana, Medea intentó matar a Teseo envenenándolo poniendo acónito en su vino, se cree que la saliva de Cerberus, el perro de tres cabezas que guardaba el "bajo mundo" depositó  la misma en el suelo endureciéndolo y allí creció la planta con su veneno mortal. Porque crece en piedras duras, llamadas  'aconite' (del griego akone, que significa "piedra dura").

## Taxonomía
El género fue descrito por Richard Anthony Salisbury y publicado en Transactions of the Linnean Society of London 8: 303. 1807[1807]. La especie tipo es: Eranthis hyemalis.  Europe.
Etimología
Eranthis: nombre genérico que deriva de las palabras griegas: er (= primavera) y anthos (= flor) y se refiere a la floración temprana de algunas de sus especies.

## Especies aceptadas
A continuación se brinda un listado de las especies del género Eranthis aceptadas hasta julio de 2014, ordenadas alfabéticamente. Para cada una se indica el nombre binomial seguido del autor, abreviado según las convenciones y usos.	
- Eranthis albiflora.  China.
- Eranthis cilicica.  Asia.
- Eranthis hyemalis.  Europe.
- Eranthis lobulata.  China.
- Eranthis longistipitata. Central Asia.
- Eranthis pinnatifida. Japan.
- Eranthis sibirica.  Asia.
- Eranthis stellata.  Asia (norte China, Korea, sur Rusia).